# Marjorie Tallchief
Marjorie Tallchief (née Marjorie Louise Tall Chief, le 19 octobre 1926 à Denver et décédée le 30 novembre 2021 à Delray Beach) est une ballerine américaine et membre de la nation Osage (tribu amérindienne). Elle est la sœur cadette de la danseuse étoile Maria Tallchief (épouse du chorégraphe George Balanchine) et est la première Amérindienne nommée danseuse étoile du ballet de l'Opéra national de Paris. 

## Biographie

### Jeunesse et formation
Marjorie Tallchief naît le 19 octobre 1926 à Denver, dans le Colorado, lieu où ses parents, Alexander Tall Chief et sa femme, Ruth (née Porter), étaient en vacances en famille. Elle a un frère aîné, Gerald et une sœur aînée, Maria. Elle passe son enfance à Fairfax, en Oklahoma, jusqu'en 1933, date à laquelle sa famille déménage à Los Angeles pour qu'elle et sa sœur puissent pratiquer la danse classique. Elle est formée par Bronislava Nijinska et David Lichine. Son père est membre de la nation Osage, tandis que sa mère est d'origine écossaise-irlandaise. 

### Carrière
Après avoir terminé sa formation à Los Angeles, Marjorie Tallchief commence à se produire pour plusieurs compagnies de danse. Dans le livre American Indian Ballerinas, Lili Cockerille Livingston écrit que Tallchief a fait ses débuts professionnels avec Lucia Chase et le Richard Pleasant's Ballet Theatre en tant que soliste de première année, en 1944. Selon l'Encyclopédie de l'histoire et de la culture de l'Oklahoma, ceux-ci comprenaient : « l'American Ballet Russe de Monte Carlo (1946-1947), le Grand Ballet du Marquis de Cuevas (1948-1955), le Chicago Opera Ballet de Ruth Page (en tant qu'artiste invitée, 1958-1962) et le Harkness Ballet (prima ballerina, 1964—1966). Ses rôles les plus acclamés sont dans les ballets Night Shadow (1950), Annabel Lee (1951), Idylle (1954), Roméo et Juliette (1955) et Giselle (1957). »
Marjorie Tallchief est la première américaine et amérindienne nommée danseuse étoile du ballet de l'Opéra national de Paris (1957—1961). Au cours de sa carrière, elle danse  également devant des dignitaires tels que les présidents américains John F. Kennedy et Lyndon B. Johnson, et le président français Charles de Gaulle. Elle enseigne à la Dallas Civic Ballet Academy, plus tard connue sous le nom de Dallas Ballet. Après sa retraite de la scène, elle est directrice de danse pour le Dallas Ballet, la Chicago Ballet School et le Harid Conservatory jusqu'en 1993,.  Elle et sa sœur Maria cofondent également le Chicago City Ballet en 1980.

## Distinctions
En 1991, Marjorie Tallchief est intronisée au Oklahoma Hall of Fame. En octobre 1997, elle et sa sœur aînée Maria, ainsi que Moscelyne Larkin, Rosella Hightower et Yvonne Chouteau, sont nommées « Trésors de l'Oklahoma » aux Governor's Arts Awards. Une statue en bronze d'elle avec les quatre autres danseuses, nommée Five Moons (« Cinq lunes »), est inaugurée en 2007 sur le terrain de la Tulsa Historical Society.

## Vie privée
Le 5 août 1947 à Vichy, en France, Marjorie Tallchief épouse le danseur, maître de ballet et chorégraphe George Skibine (maître de ballet de l'Opéra de Paris de 1958 à 1961). Ils ont deux fils jumeaux, George et Alexander. Elle passe la fin de sa vie à Boca Raton, en Floride,  où elle meurt le 30 novembre 2021, à l'âge de 95 ans. 